# Wereldkampioenschappen drafrennen
De wereldkampioenschappen drafrennen zijn een tweejaarlijks kampioenschap in het drafrennen.

## Geschiedenis
Het kampioenschap werd voor de eerste maal georganiseerd in 1970. Eindwinnaar was toen de Canadees Herve Filion. Sinds 1981 vindt het kampioenschap tweejaarlijks plaats. Recordhouder is de Noor Ulf Thoresen met vier overwinningen.

## Erelijst
| Editie | Jaar | Locatie                                 | Winnaar             |
| ------ | ---- | --------------------------------------- | ------------------- |
| 1      | 1970 | VS & Canada                             | Herve Filion        |
| 2      | 1971 | VS & Canada                             | Adolf Ubleis        |
| 3      | 1972 | VS & Canada                             | Guiseppe Guzzinati  |
| 4      | 1973 | Oostenrijk, Frankrijk, BRD & Italië     | Ulf Thoresen        |
| 5      | 1974 | BRD, Noorwegen & Frankrijk              | Joe Marsh junior    |
| 6      | 1975 | Australië & Nieuw-Zeeland               | Keith Addison       |
| 7      | 1977 | BRD, Frankrijk & Noorwegen              | Ulf Thoresen        |
| 8      | 1978 | VS & Canada                             | Kevin Holmes        |
| 9      | 1979 | Australië & Nieuw-Zeeland               | Ulf Thoresen        |
| 10     | 1981 | Noorwegen, Finland, BRD & Italië        | Ulf Thoresen        |
| 11     | 1983 | Macau                                   | Robert Cameron      |
| 12     | 1985 | Australië & Nieuw-Zeeland               | Anthony Herlihy     |
| 13     | 1987 | Zweden, Denemarken, Finland & Noorwegen | Ted Demmler         |
| 14     | 1989 | Canada                                  | Ron Pierce          |
| 15     | 1991 | Australië & Nieuw-Zeeland               | Maurice McKendry    |
| 16     | 1993 | Duitsland, België en Frankrijk          | Heinz Wewering      |
| 17     | 1995 | VS                                      | Dave Magee          |
| 18     | 1997 | Duitsland                               | Heinz Wewering      |
| 19     | 1999 | Australië                               | Sylvain Filion      |
| 20     | 2001 | Finland & Zweden                        | Jody Jamieson       |
| 21     | 2003 | Canada                                  | Marc Jones          |
| 22     | 2005 | Italië                                  | Roberto Andreghetti |
| 23     | 2007 | Australië & Nieuw-Zeeland               | Christophe Martens  |
| 24     | 2009 | Noorwegen                               | Birger Jorgensen    |
| 25     | 2011 | VS                                      | Jody Jamieson       |
| 26     | 2013 | Frankrijk                               | Pierre Vercruysse   |
| 27     | 2015 | Australië                               | Dexter Dunn         |
| 28     | 2017 | Canada                                  | James MacDonald     |
| 29     | 2019 | Zweden                                  | Rick Ebbinge        |